# Krokmyrtjärnen, Jämtland
Krokmyrtjärnen är en sjö i Strömsunds kommun i Jämtland och ingår i Ångermanälvens huvudavrinningsområde. Sjön har en area på 0,073 kvadratkilometer och ligger 344,9 meter över havet.

## Delavrinningsområde
Krokmyrtjärnen ingår i det delavrinningsområde (713701-147546) som SMHI kallar för Mynnar i Flåsjöån. Medelhöjden är 372 meter över havet och ytan är 7,01 kvadratkilometer. Räknas de 2 avrinningsområdena uppströms in blir den ackumulerade arean 15,67 kvadratkilometer. Vattendraget som avvattnar avrinningsområdet har biflödesordning 4, vilket innebär att vattnet flödar genom totalt 4 vattendrag innan det når havet efter 239 kilometer. Avrinningsområdet består mestadels av skog (86 procent). Avrinningsområdet har 0,07 kvadratkilometer vattenytor vilket ger det en sjöprocent på 1 procent.